# Kurzläufer
Kurzläufer sind Anleihen mit kurzer Gesamt- oder Restlaufzeit.
Im Gegensatz zu den Langläufern sind Kurzläufer weniger kursanfällig und deshalb in Phasen unsicherer oder nach oben gerichteter Zinsentwicklung von den Anlegern bevorzugt. Entsprechend sind Langläufer stärker kursanfällig und deshalb in Phasen mit unsicherer oder nach oben gerichteter Zinsentwicklung von den Anlegern nicht bevorzugt. In Phasen mit fallenden Zinsen werden sie dagegen wegen der möglichen Kurschancen bevorzugt.